# Ortszeit

Drei Uhren mit drei verschiedenen Ortszeiten an einem Uhrenturm in Genf, 2. Hälfte des 19. Jahrhunderts; links Pariser Zeit (−15 min), Mitte: Genfer Zeit (±0 min); rechts: Berner Zeit (+5 min); die beiden äußeren Uhren zeigten die Ortszeiten an, die von externen Eisenbahngesellschaften benutzt wurden, deren Züge bis Genf fuhren.

Der Begriff Ortszeit wird zur Angabe der Tageszeit wie folgt verwendet:
- als Synonym für Zonenzeit,
- für die Sonnenzeit an einem Ort
  - wahre Sonnenzeit (WSZ) bzw. wahre Ortszeit (WOZ): sie vergeht um den Betrag der Zeitgleichung ungleichmäßig,
  - mittlere Sonnenzeit (MSZ) bzw. mittlere Ortszeit (MOZ): sie ist um den Betrag der Zeitgleichung korrigiert.

Die Zonenzeit ist ebenfalls eine Ortszeit, nämlich die mittlere Ortszeit bzw. mittlere Sonnenzeit an einem Ort auf dem Bezugslängengrad der betreffenden Zeitzone. Als solche wird sie innerhalb einer ganzen, idealerweise 15 Längengrade breiten Zeitzone angewendet.
Vor der Einführung der Zeitzonen wurden auch schon mittlere Ortszeiten in gleicher Weise wie Zonenzeiten gebietsübergreifend mehr oder weniger streng angewendet. Solche relativ kleinen Gebiete waren z. B. die Länder im Deutschen Reich: Preußen (mittlere Ortszeit von Berlin als Berliner Zeit), Bayern, Württemberg, Baden usw. Die Initiative war von den Eisenbahn-Gesellschaften ausgegangen, damit ortsunabhängige Fahrpläne erstellt werden konnten.

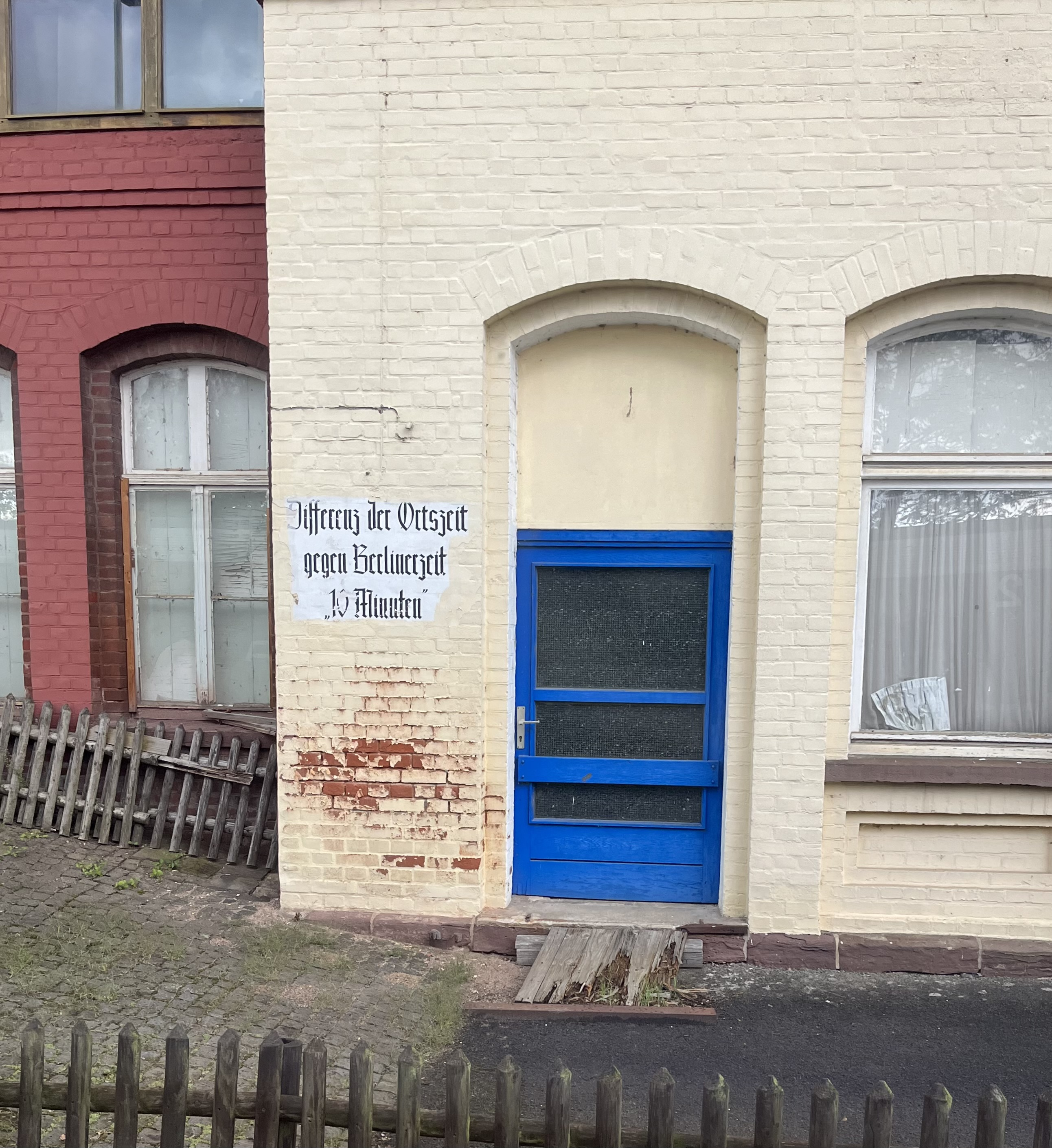
Die Information zur Ortszeit am Bahnhof Lauenförde-Beverungen („Differenz der Ortszeit gegen Berlinerzeit 10 Minuten’“)

Die Berliner Zeit war die erste Ortszeit, die ab 1833 auf eine Distanz von mehreren hundert Kilometern mit einer Genauigkeit von einer Minute festgelegt werden konnte. Sie galt auf der 588 km langen Linie des Preußischen optischen Telegrafen und wurde mittels eines Zeigersignals über 62 Stationen, alle mit einer Schwarzwälder Uhr ausgestattet, spätestens alle drei Tage synchronisiert.
Am Bahnhofsgebäude von Lauenförde-Beverungen an der Sollingbahn gibt es noch heute eine historische Information bezüglich der örtlichen Zeitdifferenz gegen die Berliner Zeit.
Die Bedeutung von Ortszeit als Sonnenzeit ist die ältere, ihre Verwendung als Zonenzeit heute jedoch die häufigere.

## Sonnenzeit
Die Angabe der Tageszeit wurde ursprünglich direkt auf den Stand der Sonne am Himmel bezogen und mit Hilfe einer Sonnenuhr gemessen. Da die Sonnenzeit vom Ort auf der Erdoberfläche abhängt, haben verschiedene Orte (genauer: nur Orte mit unterschiedlichem Längengrad) eine verschiedene Tageszeit. Jeder Ort hatte seine eigene, die Ortszeit dieses Ortes genannte Tageszeit.
In der seit etwa dem Ende des Mittelalters mit mechanischen Uhren gemessenen Tageszeit ist der „Zeitmacher“ im Kleinen nicht mehr die ungleichmäßig vergehende Sonnenzeit, sondern die gleichmäßig vergehende mechanische Zeit. Zeitmacher im Großen ist weiterhin die Sonne bzw. eine fiktive oder mittlere Sonne, die gleichmäßig durch den Himmel läuft, aber ebenfalls die Tageszeit ortsabhängig anzeigt (in Realität tut es die mechanische Uhr). Sie wird mittlere Ortszeit (MOZ) oder mittlere Sonnenzeit (MSZ) genannt. Die von der realen Sonne vorgegebene Zeit wurde zur wahren Ortszeit (WOZ) bzw. zur wahren Sonnenzeit (WSZ).

## Zonenzeit
Mit der Einführung der Zonenzeit (mittlere Ortszeit auf demjenigen Längengrad, auf dem die Zonenzeit bezogen ist) wurde die Rolle der Sonne als Zeitmacher nochmals geschmälert. Die Zonenzeit ist an allen Orten innerhalb einer Zeitzone gleich. Erst beim Wechsel in eine andere Zeitzone gilt eine andere Tageszeit, die man in Erinnerung an die Vergangenheit (Verwendung der Ortszeit eines zentralen Ortes) neben Zonenzeit auch Ortszeit nennt.

## Differenz zwischen Sonnen- und Zonenzeit
Die Sonnenzeit ändert sich um ± 4 Minuten, wenn die geografische Länge um 1° zu- bzw. abnimmt. Nach Sonnenzeit ist es am jeweiligen Standort 12 Uhr, wenn die Sonne dort am höchsten (genauer: im Meridian) steht. Von einer theoretisch 15° breiten Zeitzone zur nächsten ändert sich die Zonenzeit um 1 Stunde. Wenn der Bezugsmeridian mittig durch die Zeitzone verläuft, weicht die Zonenzeit an den Randorten in der Zeitzone um ½ Stunde von der Sonnenzeit ab. In der Realität fransen die Zeitzonen an ihren Rändern oft erheblich aus, und/oder der Bezugsmeridian ist nicht mittig oder sogar außerhalb der Zeitzone. Die Abweichung zwischen Zonenzeit und Sonnenzeit ist an manchen Orten in der Größenordnung von Stunden, so dass die Rolle der Sonne als Zeitmacher mehr oder weniger verloren gegangen ist.